# Mac OS X Server 1.0
Mac OS X Server 1.0 sorti en 1999, est le premier système d'exploitation d'Apple basé sur NeXTSTEP. Malgré le look Platinum (en) de Mac OS 8, il était basé sur le système d'exploitation Rhapsody au lieu de l'OS Mac Classique, ce qui donna aux utilisateurs un aperçu du futur Mac OS X.
Bien que Mac OS X Server 1.0 adopte l'apparence de Mac OS, son infrastructure est celle d'OPENSTEP, et il annonce le futur Mac OS X. La barre de menu en haut de l'écran est semblable à celle de Mac OS, mais la gestion des fichiers s'effectue dans le gestionnaire issu de NeXTSTEP au lieu du Finder. L'interface utilisateur utilise toujours Display PostScript qui est tiré de NeXTSTEP. WindowServer apparaitra plus tard dans la bêta publique de Mac OS X. Les fenêtres dont le contenu n'a pas été sauvé ont un bouton noir comme dans NeXTSTEP. Il n'inclut pas le Dock ou l'interface Aqua qui ont été rajoutés plus tard dans Mac OS X.
Cette version est accompagnée de la première version de NetBoot (en) serveur, qui se montra particulièrement utile dans les écoles ou dans les stations de travail à usage public, car il permettait de démarrer à partir d'une unique image disque de l'OS basée sur ce serveur. Ceci empêchait les utilisateurs de détériorer l'OS car aussitôt l'utilisateur déconnecté, la machine rebootait avec un OS « neuf » issue du serveur NetBoot.
Pour permettre de faire tourner les applications de Mac OS Classique, il inclut la « Blue Box », qui contient essentiellement une copie de Mac OS 8.5.1. dans un processus indépendant, sous la forme d'une couche d'émulation. Ceci est devenu l'interface Classic de Mac OS X. Ce n'était plus Mac OS 8.5.1 qui tournait, mais la dernière version de Mac OS 9. Mac OS X Server 1.0 a été remplacé par la version 10.0 de Mac OS X en 2001.

## Dates de sortie
| Année        | Produit nom                     | Version |
| ------------ | ------------------------------- | ------- |
| août 1997    | Rhapsody Developer Release DR-1 | 5.0     |
| mai 1998     | Rhapsody Developer Release DR-2 | 5.1     |
| 1998         | Rhapsody Premier                | 5.2     |
| mars 1999    | Mac OS X Server 1.0             | 5.3     |
| avril 1999   | Mac OS X Server 1.0.1           | 5.4     |
| juillet 1999 | Mac OS X Server 1.0.2           | 5.5     |
| janvier 2000 | Mac OS X Server 1.2             | 5.6     |
| octobre 2000 | Mac OS X Server 1.2v3           | 5.6     |